# Casa Ignàcia
La Casa Ignàcia és una obra de la Vall de Boí (Alta Ribagorça) inclosa a l'Inventari del Patrimoni Arquitectònic de Catalunya.

## Descripció
Edifici de planta rectangular col·locat perpendicularment a l'antic camí de Caldes de Boí i adossat a la mitgera amb el terreny de Casa Pere Martí.
Consta de planta baixa, un pis i golfes sota una coberta a tres vessants amb una petita llucana.
Les façanes oest i sud recullen totes les obertures de l'habitatge que ocupava la planta baixa i part del pis. A la façana del camí hi ha l'obertura d'accés al petit paller que ocupa part del pis. La paret de la mitgera és cega i sense ràfecs.